# Kristen Bell

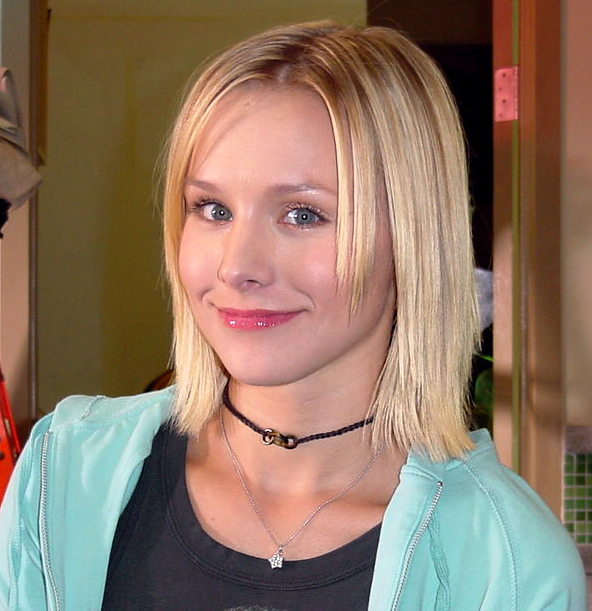
Bell op de set van Veronica Mars

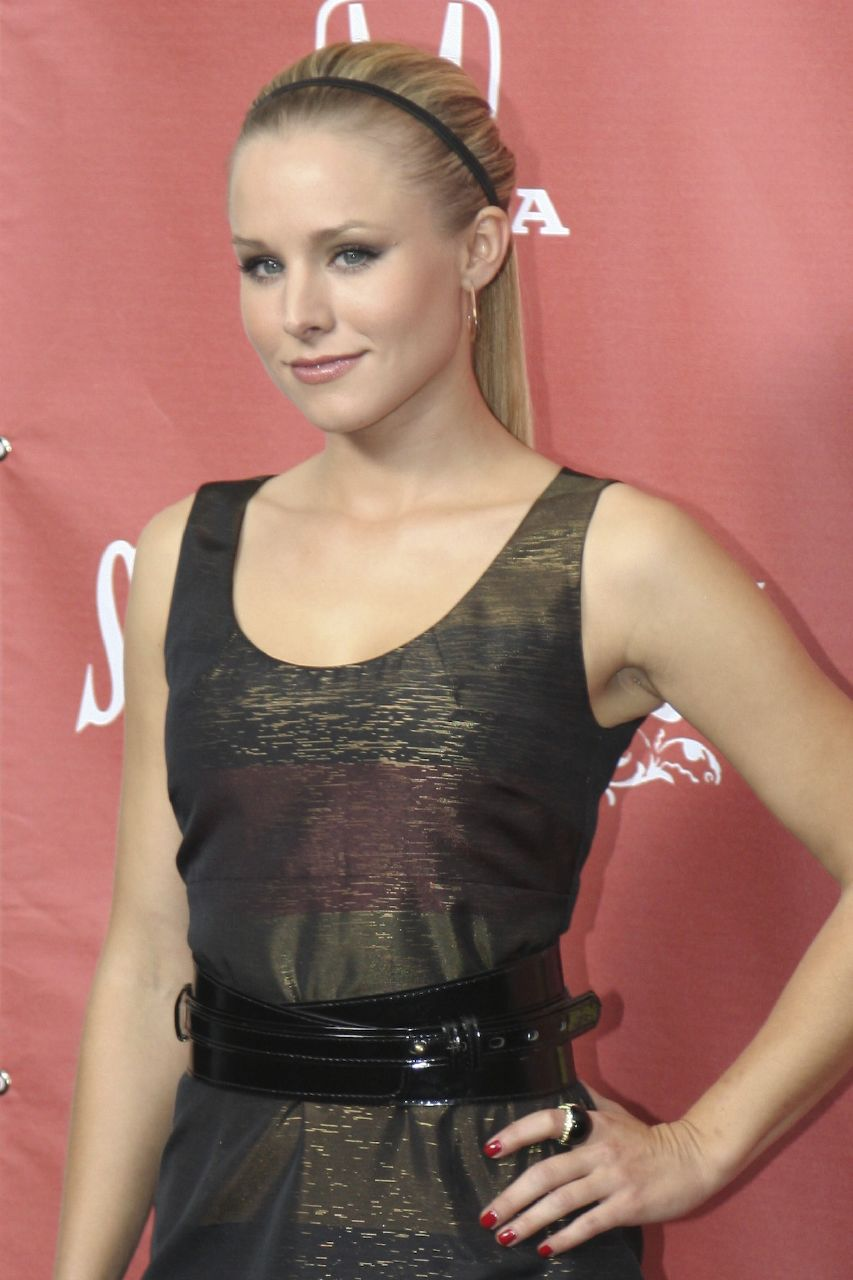
Bell in 2007

Kristen Anne Bell (Detroit, 18 juli 1980) is een Amerikaanse actrice en zangeres. Bell maakte in 1998 haar film- en acteerdebuut als een niet bij naam genoemd personage in de romantische komedie Polish Wedding. Ze won sindsdien onder meer een Satellite Award in 2005 (voor haar hoofdrol in de televisiefilm Reefer Madness: The Movie Musical) en een Saturn Award in 2006 (voor haar titelrol in de misdaadserie Veronica Mars). In 2019 kreeg ze een ster op de Hollywood Walk of Fame.

## Biografie

### Jeugd
Bell komt uit een Pools-Iers gezin. Ze groeide op in Huntington Woods, een voorstad van Detroit. Ze deed voor het eerst auditie toen ze elf jaar oud was en kreeg toen een dubbelrol als een banaan en een boom in een kleine theaterproductie van Raggedy Ann and Andy. Bell bezocht de Royal Oak Shrine Catholic High School in het nabijgelegen Royal Oak, waar ze in 1997 de hoofdrol speelde in een schoolproductie van The Wizard of Oz, als Dorothy Gale. Ze speelde er ook nog in Fiddler on the Roof (1995), Lady Be Good (1996), and Li'l Abner (1998). In 1998, het jaar van haar afstuderen, maakte ze haar filmdebuut in Polish Wedding, een productie die plaatselijk werd opgenomen. In het jaarboek werd ze door een stemming in het laatste jaar gekozen tot 'Knapste Meisje' .

### Carrière
In 2004 studeerde Bell aan de New York University, maar ze stopte met haar opleiding om een hoofdrol te spelen in de Broadway-musical The Adventures of Tom Sawyer, als Becky Thatcher. In datzelfde jaar verscheen ze in de film Pootie Tang, al speelde ze alleen in de openingsscène. In 2002 verscheen ze in de Broadway-reprise van The Crucible.
Bell had een reeks gastrollen in televisieseries voordat ze in 2003 een rol kreeg in de film The King and Queen of Moonlight Bay. Een jaar later verscheen ze in de televisiefilm Gracie's Choice. In 2004 speelde Bell in David Mamets Spartan, als Laura Newton, de ontvoerde dochter van de president. Vervolgens kreeg ze de hoofdrol in de televisieserie Veronica Mars, die in de herfst van 2004 van start ging. De serie liep drie seizoenen en was oorspronkelijk te zien op The CW. Bell heeft ook een gastrol gespeeld in twee afleveringen van de HBO-dramaserie Deadwood.
Bell baarde in 2005 opzien met haar uitvoering van het thema van Fame tijdens de 57th Annual Primetime Emmy Awards. Bell en Veronica Mars werden dat jaar genomineerd voor de Teen Choice Awards in de categorieën Choice Breakout Actress en Choice Breakout TV Show. Bell won de Saturn Award in 2006 voor beste televisieactrice, waarmee ze Jennifer Garner en Jennifer Love Hewitt versloeg. De serie werd ook genomineerd voor Best Network Television Show.
Bell verscheen als Gracie in Fifty Pills, een inzending op het Tribeca Film Festival die in april 2006 in première ging. Datzelfde jaar speelde ze in Fanboys, een filmversie van haar off-Broadway-musical Reefer Madness (een parodie op een film uit 1938 met dezelfde naam, die op zijn beurt gebaseerd was op een anti-marihuana-propaganda-film getiteld Tell Your Children). Deze debuteerde op de televisiezender Showtime in april 2005, met Bell in dezelfde rol die ze speelde in de musical. Ze verscheen in een korte onafhankelijke film The Receipt. Ze heeft had daarnaast rollen in de films Roman en Pulse die beide eveneens in 2006 uitkwamen.
Veronica Mars werd stopgezet in mei 2007. Bell ging direct daarna aan de slag als Elle Bishop in de serie Heroes, waarin ze een jaar later werd herenigd met Veronica Mars-collega Francis Capra. Voor de upper-class tienerdramaserie Gossip Girl sprak Kristen Bell de stem in van de voice-over narrator.

### Privéleven
Bell trouwde in 2013 na een verlovingstijd van drie jaar met Dax Shepard. Het stel heeft twee dochters. Bell en Shepard zijn samen te zien in de actiekomedie Hit and Run (2012), waarin ze allebei een hoofdrol spelen.

## Trivia
- Door het Amerikaanse tijdschrift Jane werd ze benoemd tot een van de "elf personen wie je het liefst naakt zou willen zien". Ze poseerde voor de uitgave van juli 2005.
- Ze stond op nummer 68 van de 'Hot 100 of 2005'-lijst van het Amerikaanse tijdschrift Maxim. Ze stond op de cover van de uitgave van maart 2006. In 2006 stond ze op nummer 11.
- PETA benoemde Bell, een vegetariër, tot 'World's Sexiest Vegetarian' in de jaarlijkse poll van 2006.
- Tijdens haar verschijning in de serie Punk'd vertelde Ashton Kutcher dat ze regelmatig honden helpt.
- Ze heeft auditie gedaan voor de rol van Chloe Sullivan in televisieserie Smallville in 2001.
- Ze speelde in 2010 een rol in de door de Zweedse regisseur Andreas Nilsson geregisseerde videoclip van het nummer 'Madder Red' van de Amerikaanse band Yeasayer.
- Ze sprak de stem in van het personage Lucy Stillman in de videogames Assassin's Creed, Assassin's Creed II Assassin's Creed: Brotherhood, Assassin's Creed: Revelations en Assassin's Creed III.[1]